# Chrysobothris seminole
Chrysobothris seminole es una especie de escarabajo del género Chrysobothris, familia Buprestidae. Fue descrita científicamente por Wellso & Manley en 2007.
Los machos miden entre 7.2–10.2 mm y las hembras entre 10.2–11.3 mm.